# ヤヌス・クソチンスキー
ヤヌス・クソチンスキー（Janusz Tadeusz Kusociński、1907年1月15日- 1940年6月21日)は、ポーランドの陸上競技選手。1932年ロサンゼルスオリンピックの男子10000m金メダリスト。

## 経歴
クソチンスキーは、ワルシャワの鉄道員の家庭に生まれ、学校時代はワルシャワのいろいろなスポーツクラブに所属しサッカーを行っていたが、1928年に別のクラブに参加した時から陸上を始めた。そのクラブでは、エストニアの有名なデカスリートであるアレクサンドル・クルムベルグ＝コルムペレから指導を受けていた。
クソチンスキーは初参加したポーランド選手権で、いきなり5000mとクロスカントリーを制して周囲を驚かせた。その翌年は徴兵のため出場できなかったが、戻ってきてからはさらに力をつけ、1930年のポーランド選手権では、1500m、5000mそしてクロスカントリーの3冠を達成。翌1931年も2年連続の3冠を達成した。
クソチンスキーは、1932年ロサンゼルスオリンピックの1ヶ月前に、3000mで8分18秒8の記録を出し、フィンランドのパーヴォ・ヌルミの持っていた世界記録を破る。また4マイル走（約6,437m）でも、非公認ながら19分02秒6の世界新記録をたたき出し、好調なままオリンピックを迎えた。オリンピックでは10000mに出場。フィンランドのボルマリ・イソ＝ホロとラウリ・ヴィルタネンと激しい競り合いの末、シーズンベストの30分11秒4で金メダルを獲得した。
クソチンスキーは、1934年のヨーロッパ選手権の5000mで銀メダルを獲得した後、現役引退を決める。しかし、1939年にはポーランド選手権で復活し10000mで優勝した。
第二次世界大戦勃発後、クソチンスキーはポーランド軍に志願。ナチス・ドイツの攻撃で2度の負傷を負った後、1940年3月26日、AB行動中にゲシュタポによって捕らえられ、3ヵ月後にワルシャワ郊外のパルミリーにおいて殺害された。